# 의혹 (1990년 영화)
《의혹》(영어: Presumed Innocent)은 앨런 J. 퍼쿨라 감독의 1990년 미국 법정 스릴러 영화이다. 법률 소설 대가 스콧 터로가 쓴 소설 '무죄추정'을 기반으로 하였으며, 무죄 추정의 원칙에 관한 내용을 담고 있다.
박스 오피스에서 성공해 1990년 전체 흥행 8위를 기록하였으며, 평단으로부터 대체로 긍정 평가를 받았다.
2024년 6월 12일 이 영화의 원작과 같은 소설을 바탕으로 한 동명 텔레비전 드라마가 애플 TV+에서 공개되었다.

## 줄거리
유명한 검사의 나체 시신이 강간을 당한 채 발견되고 범인을 잡기 위한 수사가 시작된다. 피해자의 집에 강제로 침입한 흔적을 찾을 수 없고 오히려 피살자의 연인에게로 혐의가 좁혀진다. 판사는 증거불충분으로 사건을 각하하고 기소를 취하한다.

## 출연
- 해리슨 포드 - 로잿 K. "러스티" 새비치 역
- 브라이언 데너히 - 레이먼드 호건 역
- 라울 훌리아 - 앨러한드로 "샌디" 스턴 역
- 보니 버딜리아 - 바버라 새비치 역
- 폴 윈필드 - 래런 L. 리틀 판사 역
- 그레타 스카키 - 캐럴린 폴헤이머스 역
- 존 스펜서 - 댄 리프랜저 형사 역
- 조 그리파시 - 토미 몰토 역
- 톰 마디로지언 - 니코 델라과디아 역
- 애나 마리아 호스퍼드 - 유지니아 역
- 브래들리 휫퍼드 - 퀜틴 "제이미" 켐프 역
- 크리스틴 에스터브룩 - 리디아 "맥" 맥두걸 역
- 제시 브래드퍼드 - 냇 새비치 역
- 조지프 머젤로 - 웬들 맥개펀 역
- 터커 스몰우드 - 해럴드 그리어 형사 역
- 제프리 라이트 - 지방 검사 역

## 관련 작품
- The Burden of Proof (1990): 이 영화 원작 소설의 속편을 바탕으로 한 ABC 미니시리즈. 헥터 엘리존도와 브라이언 데너히가 출연하였다.
- Innocent (2011): 이 영화로부터 20년 뒤에 벌어진 사건을 그려낸 속편 소설을 원작으로 한 텔레비전 영화. 빌 풀먼과 마샤 게이 하든이 출연하였다.
- 무죄추정 (2024-현재): 이 영화와 동일한 소설을 원작으로 삼은 동명의 애플 TV+ 드라마.

## 우리말 녹음
| MBC 성우진 (1994년 2월 12일) - 양지운 - 러스티(해리슨 포드) - 박영희 - 캐럴린(그레타 스카키) - 탁재인 - 몰토(조 그리파시) - 김기현 - 샌디(라울 훌리아) - 김태훈 - 쿠마가이(사브 시모노) - 이영달 - 레이먼드(브라이언 데너히) - 안장혁 - 이명숙 - 김정신 KBS (1999년 4월 10일) - 양지운 - 러스티 검사(해리슨 포드) - 강희선 - 캐럴린(그레타 스카키) - 손정아 - 바버라(보니 버딜리아) - 이강식 - 샌디(라울 훌리아) - 김병관 - 레이먼드(브라이언 데너히) - 문영래 - 리프랜저 형사(존 스펜서) - 박상일 - 리틀(폴 윈필드) / 커닐리(매디슨 아널드) - 박신영 - 직원(애나 마리아 호스퍼드) - 신흥철 - 쿠마가이(사브 시모노) - 윤병화 - 니코(톰 마디로시언) - 이선 - 맥두걸(크리스틴 에스터브룩) - 김소형 - 몰토(조 그리파시) - 오인성 - 켐프(브래들리 휫퍼드) / 기어래시(존 마이클 베넷) - 김영진 - 리언(릴런드 갠트) - 이용순 - 냇(제시 브래드퍼드) / 웬들(조지프 머젤로) | SBS 성우진 (2007년 1월 20일) - 양지운 - 러스티 새비치(해리슨 포드) - 서혜정 - 바버라 새비치(보니 버딜리아) - 장광 - 레이먼드 호건(브라이언 데너히) - 이봉준 - 샌디 스턴(라울 훌리아) - 윤성혜 - 캐럴린 폴헤이머스(그레타 스카키) - 탁원제 - 래런 리틀(폴 윈필드) - 장승길 - 리프랜저 형사(존 스펜서) - 서문석 - 홍승표 - 임주현 - 방성준 |  |